# AltaVista
Altavista fou un cercador de grans característiques, de l'empresa Overture Services, Inc. comprada posteriorment per Yahoo!.

## Història
Fundat pels científics del Laboratori d'investigacions de Digital Equipment Corporation format per Mark Van Haren, Ryan McIntyre, Ben Lutch, Joe Kraus, Graham Spencer i Martin Reinfried (cinc d'ells furoners i un d'ells expert en ciències polítiques) es van interessar en la recol·lecta d'informació de la biblioteca de la Universitat Stanford per concentrar-la en un punt perquè es pogués accedir a aquesta informació ràpidament, un cercador especialitzat. El 1995 sortia a la llum aquest projecte; el 1996 compren el motor de cerques Magellan i a continuació WebCrawler.
El nom del seu motor de cerca és un mot compost d'«alt» amb «vista». Al principi els investigadors del projecte van crear un robot que rastrejava les webs. Van adquirir reconeixement a Internet gràcies a Babel Fish, un mecanisme de traducció molt complex, el primer que traduïa frases, paraules i llocs web. Un altre avanç del cercador va ser poder cercar components multimèdia, des de fotografies, a música i videos.
Va tancar el 8 de juliol del 2013.

## Aspectes destacats d'Altavista
- Oferí el primer índex de la Web (1995)
- Cerca multilingua
- Primer motor de cerca multimèdia
- Funcions i capacitats més avançades de cerca: cerca multimèdia, traducció i reconeixement d'idiomes, cerca especialitzada...
- Ha obtingut 61 patents de cerca